# Asambleas del Partido Republicano de 2012 en Nevada
Las Asambleas del Partido Republicano de 2012 en Nevada se hicieron el 4 de febrero de 2012. Las Asambleas del Partido Republicano son una asambleas, con 28 delegados para elegir al candidato del partido Republicano para las elecciones presidenciales de Estados Unidos de 2012. En el estado de Nevada estaban en disputa 28 delegados.

## Elecciones

### Resultados
El porcentaje de votos fue de 8.2% con 1,800 urnas de 1,800 precintos (100%) reportados. 
 Los votantes registrados y elegibles a votar fueron de 400,310 republicanos en Nevada).

| Mitt Romney               | 16,486                    | 50%                       | 14 | 14 | 14 |
| Newt Gingrich             | 6,956                     | 21%                       | 6  | 6  | 6  |
| Ron Paul                  | 6,175                     | 19%                       | 5  | 5  | 5  |
| Rick Santorum             | 3,277                     | 10%                       | 3  | 3  | 3  |
| Sin preferencia           |                           |                           |    |    |    |
| Otro                      |                           |                           |    |    |    |
| Delegados no proyectados: | Delegados no proyectados: | Delegados no proyectados: | 0  | 0  | 0  |
| Total:                    | 32,894                    | 100.0%                    | 28 | 28 | 28 |